# Barhalsad kotinga
Barhalsad kotinga (Gymnoderus foetidus) är en fågel i familjen kotingor inom ordningen tättingar.

## Utseende
Barhalsad kotinga är en udda, medelstor kotinga. Fjäderdräkten är genomgående mörkblå, med bar och skrynklig blå hud på halsen och en ljus näbb. Hanen har ljusgrå fläckar på vingarna. I flykten håller den ofta halsen utsträckt med det lilla huvudet något hängande. 

## Utbredning och systematik
Fågeln förekommer i södra Venezuela och Guyanaregionen söderut mot norra Bolivia och Amazonområdet (Brasilien). Den placeras som enda art i släktet Gymnoderus. 

## Levnadssätt
Barhalsad kotinga hittas i regnskog. Där ses den sitta i trädtoppar eller flyga över floder och gläntor. Ibland kan den verka försvunnen från områden, eftersom den delvis lever nomadiskt efter tillgång på frukt.

## Status och hot
Arten har ett stort utbredningsområde, men tros minska i antal, dock inte tillräckligt kraftigt för att den ska betraktas som hotad. Internationella naturvårdsunionen IUCN listar arten som livskraftig (LC).